# Michele-Antonio Mattiuzzi
Michele-Antonio Mattiuzzi es un actor australiano que interpretó a Neal Stevenson en la serie Home and Away.

## Biografía
En 2008 se entrenó en la prestigiosa escuela australiana National Institute of Dramatic Art (NIDA). También se entrenó en el National Youth Theatre Company.
En marzo de 2017 se casó.[cita requerida]

## Carrera
El 31 de enero de 2011 se unió al elenco recurrente de la exitosa serie australiana Home and Away donde interpretó al oficial Neal Stevenson, Michele regresó de nuevo a la serie el 5 de octubre del mismo año hasta el 19 de noviembre de 2013. Michele regresó a la serie en 2014 y nuevamente el 17 de marzo de 2015.

## Filmografía[2]

### Series de televisión
| Año             | Título                  | Personaje            | Notas                      |
| --------------- | ----------------------- | -------------------- | -------------------------- |
| 2011 - presente | Home and Away           | Neal Stevenson       | 46 episodios               |
| 2017            | Blue Murder: Killer Cop | Ricky Hazell         | 2 episodios - miniserie    |
| 2017            | Janet King              | Detective            | episodio "Hard Ball"       |
| 2016            | Hyde & Seek             | Todd                 | episodio # 1.5 - miniserie |
| 2015            | House of Hancock        | Bob Thomson          | episodio # 1.1 - miniserie |
| 2011            | The Boys' Place         | Brett Peters         | -                          |
| 2009            | Rescue Special Ops      | Guardia de seguridad | episodio "Building Site"   |

### Películas
| Año  | Título                   | Personaje       | Notas                                                                                 |
| ---- | ------------------------ | --------------- | ------------------------------------------------------------------------------------- |
| 2015 | Love Socks               | Bartholomew     | junto a Shailla Quadra, Adam Williamson, Natalie Rose, Paul Armstrong y Olga Markovic |
| 2015 | Infini                   | Soldado         | junto a Daniel MacPherson, Luke Hemsworth, Bren Foster, Luke Ford y Tess Haubrich     |
| 2014 | Early Birds              | Dan             | corto - junto a Paul Cattunar, Brett Garland, Justine Kacir y Peter Mack              |
| 2013 | Spotless                 | Brett           | corto - junto a Aileen Beale, Peter Whitehead y Anne Wilson                           |
| 2013 | SMS (Small Man Syndrome) | Chris           | corto - junto a Zac Deane, Kate Hardy, John Skipworth y Domenic Di Mento              |
| 2013 | Torn Devotion            | Matthew Johnson | junto a Richard Cotter, Robert Reitano, Jamie Vergan y Paul Winchester                |
| 2011 | The Writer's Muse        | Warren Lutz     | corto - junto a Bianca Bradey y Peter Hayes                                           |
| 2011 | Crossroads               | Carl            | corto - junto a Daniel Byrnes y Olivia Stiefel                                        |

### Teatro
| Año  | Obra               | Personaje   | Director           | Teatro | Notas |
| ---- | ------------------ | ----------- | ------------------ | ------ | ----- |
| 2012 | God's Will         | Brett       | Garreth Cruikshank | -      | -     |
| 2012 | Supercide          | Aeroman     | Rob Sheens         | -      | -     |
| 2011 | Our Best Candidate | John Brooks | Larry Kelly        | -      | -     |
| 2010 | Growing Up         | -           | Lindsay Farris     | -      | -     |